# Mer jezik
Mer jezik (ISO 639-3: mnu; miere, muri), jedan od tri jezika jezične porodice mairasi, kojim govori 85 ljudi (2000) na gornjim tokovima rijeka Wosimi i Uremo na poluotoku Vogelkop (Bird’s Head) na indonezijskom dijelu Papue Nove Gvineje.
Leksički je najbliži jezicima semimi [etz] (63%) i mairasi [zrs] (61%).

## Vanjske poveznice
- Ethnologue (14th)
- Ethnologue (15th)